# Jimmy Bryant
Ivy J. 'Jimmy' Bryant, Jr. (Moultrie, 5 maart 1925 - aldaar, 22 september 1980) was een Amerikaanse countryzanger en gitarist.

## Jeugd
Jimmy Bryant, als oudste van 12 kinderen, leerde als kind al fiddle spelen. Samen met zijn vader, die eveneens fiddle speelde, trad hij in het openbaar op en ondernam kleine reizen. In 1941 trad hij zijn militaire dienstplicht aan en raakte in 1945 gewond. Tijdens zijn genezing leerde hij gitaar spelen. Als eerste beperkte hij zich op country, later speelde hij voornamelijk jazz door een vriend namens Tony Mottola.

## Carrière
In 1945, kort na zijn ontslag bij het leger, kocht hij van zijn ontvangen geld een gitaar. Bryant was later een van de eerste bekende muzikanten, die de legendarische Fender Telecaster speelde. In 1946 verhuisde hij naar Los Angeles en vond snel een dienstverband bij een radiozender. Gelijktijdig begon Bryant te spelen met een groep muzikanten, waaronder Speedy West, een getalenteerde steelgitarist. De band begon te spelen in Cliffie Stones Hometown Jamboree en werd daar spoedig de huisband. Nadat Bryant reeds als muzikant werkzaam was voor Modern Records, kreeg hij nu een contract bij Capitol Records, het leidende label van de westkust. Naast zijn functie als sessiemuzikant nam hij nu ook eigen solo-opnamen op. Hij begeleidde countrysterren als Tennessee Ernie Ford, Merrill Moore, Ella Mae Morse en Roy Rogers. Bovendien werkte hij ook mee bij opnamen van popsterren als Bing Crosby en Kay Starr. Later speelde hij ook met The Monkees.
Ondertussen begon Bryant met Speedy West platen op te nemen. Hun snelle boogie's, polka's en rags tellen tegenwoordig als meesterwerken van de country. In 1954 werd een album gepubliceerd, dat eveneens een klassieker werd. In het midden van de jaren 1950 werd het rond Bryant iets rustiger, omdat hij te kampen had met alcoholproblemen. Desondanks speelde hij tussen 1955 en 1956 met 124 verschillende artiesten. Vanaf 1956 stond hij niet meer onder contract bij Capitol Records, in plaats daarvan werkte hij bij andere labels als sessiegitarist. In hetzelfde jaar begeleidde hij Sammy Masters bij zijn rockabilly-songs. Bryant speelde nu en dan ook mee in Masters band Rockin' Rhythm.
Aan het eind van de jaren 1950 trok Bryant zich verder terug uit de muziekbusiness. De succesvolle verbinding met Speedy West had hij bij tijden beëindigd. In de studio was hij zelden actief, de meeste van zijn singles verschenen toentertijd bij Imperial Records. In 1966 verscheen zijn album Bryant's Back In Town (27e plaats) in de country-albumhitlijst. Tijdens de daaropvolgende jaren publiceerde hij zelden platen. Aan het begin van de jaren 1960 had hij zich nog eenmaal voor enkele singles samengedaan met Speedy West bij Imperial Records. In 1976 speelde hij met West zijn laatste album For The Last Time in, dat echter pas in 1990 werd gepubliceerd. Drie jaar eerder had hij met steelgitarist Noel Boggs eveneens een lp gepubliceerd. In het midden van de jaren 1970 was hij naar Nashville verhuisd, maar keerde in 1979 weer terug naar Georgia.

## Overlijden
Bij Jimmy Bryant, die altijd een stevige roker was geweest, werd in 1979 longkanker geconstateerd. Hij overleed in 1980 in zijn geboorteplaats op 55-jarige leeftijd. Hij werd postuum opgenomen in de Atlanta Country Music Hall of Fame. Door zijn arbeid werden gitaristen als Buck Owens, James Burton en Albert Lee beïnvloed.

## Discografie

### Singles
Capitol Records
- 1950: Bryant's Boogie / Leetie Juan Pedro (A-kant van Speedy West)
- 1951: Liberty Bell Polka / T-Bone Rag (A-kant van Speedy West)
- 1952: Bryant's Shuffle / Yodelling Guitar
- 1952: Georgia Steel Guitar / Midnight Ramble
- 1952: Pickin' The Chicken / Comin' On (B-kant van Speedy West)

Imperial Records
- 1966: Julie's Gone / Lonesome
- 1955: Lazy Guitar / Tabasco Road

### Albums
- 1954: Two Guitars Country Style (met Speedy West)
- 1960: Country Cabin Jazz
- 1966: Bryant's Back In Town
- 1966: Laughing Guitar, Crying Guitar
- 1966: We Are Young
- 1967: Play Country Guitar with Jimmy Bryant
- 1967: The Fastest Guitar in the Country
- 1990: For the Last Time (met Speedy West)
- 1997: Flamin' Guitars (met Speedy West)
- 2003: Frettin' Fingers: The Lighting Guitar of Jimmy Bryant

- Gemeinsame Normdatei: 134338944
- International Standard Name Identifier: 0000 0000 5547 2444
- Library of Congress Control Number: n91096251
- MusicBrainz: 34b6e0a4-9098-4445-8564-f78cc467cb6f
- SNAC: w6tz8ts6
- Virtual International Authority File: 36098870
- WorldCat: E39PBJvHfjFWkdtkVKyppG6BT3